# Další Lhota
Další Lhota (německy Hinterstift) je osada, část města Horní Planá v okrese Český Krumlov na Šumavě. Leží v katastrálním území Zvonková, na pravém břehu vodní nádrže Lipno, jeden kilometr jižně od Bližší Lhoty a dva kilometry jihozápadně od Horní Plané. V blízkosti Další Lhoty prochází silnice III/1634.
Česky byla původně označována jako Zadní Štifta. Byla součástí obce Pernek, a to až roku 1960, kdy byla přičleněna k Horní Plané. Na konci roku 1972 ztratila status evidenční části obce.
V osadě se nachází chráněný dub letní pod názvem Dub Další Lhota.